# Abalos Undae
Abalos Undae és una formació geològica de tipus unda a la superfície de Mart, localitzada amb el sistema de coordenades planetocèntriques a 82.2 ° latitud N i 283.03 ° longitud E, que fa 442.74 km de diàmetre. El nom va ser aprovat per la UAI l'any 1988 i fa referència a una característica d'albedo localitzada a 72 ° latitud N i 70 ° longitud O.